# جیووانی میگلیورینی
جیووانی میگلیورینی (انگلیسی: Giovanni Migliorini; ۲۱ فوریهٔ ۱۹۳۱ – ۰ مهٔ ۱۹۸۰) بازیکن فوتبال اهل ایتالیا بود.
از باشگاه‌هایی که در آن بازی کرده‌است می‌توان به باشگاه فوتبال اینتر میلان، باشگاه ورزشی لاتزیو، باشگاه فوتبال رجانا، باشگاه فوتبال کومو، و باشگاه فوتبال ویچنزا اشاره کرد.